# ماساق
ماساق (به قزاقی: Masaq) یک منطقهٔ مسکونی در قزاقستان است که در استان آلماتی واقع شده‌است.